# 조약법에 관한 빈 협약

조약법에 관한 빈 협약(영어: Vienna Convention on the Law of Treaties, VCLT) 혹은 조약법 협약은 제1조에 따라 국가간의 조약에만 적용되는 국제법에서 중요한 협약이다.

## 적용범위
1. 동 협약은 국가간에 체결된 조약에만 적용된다. | 국가와 국제기구 또는 국제기구 간에 체결된 조약은 1986년 빈 협약을 적용.
2. 동 협약은 국가간에 문서로 체결되고 국제법에 의하여 규율되는 조약에만 적용된다.
3. 동 협약은 의식적으로 조약의 승계, 국가책임 및 적대행위발생이 조약에 미치는 효과와 관련된 문제에 대하여는 규율하지 않는다.
4. 동 협약은 소급 적용하지 않으며 협약발효 후에 체결된 조약에 대해서만 적용된다.
5. 동 협약은 체약 당사자들의 자율성을 존중한다.

주의할 것은, 미국과 같이 이 협약에 가입하지 않는 나라들이 있으나 동 협약은 국제관습을 상당수 반영하기 때문에 미가입국에 대해서도 적용되는 경우가 많다.

## 같이 보기
- 조약